# Thanh Phong (xã)
Thanh Phong là một xã thuộc huyện Như Xuân, tỉnh Thanh Hóa, Việt Nam.
Xã có diện tích 27,88 km², dân số năm 1999 là 4317 người, mật độ dân số đạt 155 người/km².